# Châteauneuf-Grasse
Châteauneuf-Grasse, comunemente noto con il nome non ufficiale di Châteauneuf, è un comune francese di 3 288 abitanti situato nel dipartimento delle Alpi Marittime della regione della Provenza-Alpi-Costa Azzurra.

## Società

### Evoluzione demografica
Abitanti censiti